# موريك بينيوفسكي
موريك بينيوفسكي (بالإنجليزية: Maurice Benyovszky)‏ كان ضابطًا عسكريًا شهيرًا ومغامرًا وكاتبًا من مملكة المجر.